# Кечумара

Ареал языков аймара

Ареал кечуанских языков

Кечумара́ — гипотетическая южноамериканская языковая макросемья, объединяющая языки аймара и кечуанские языки. Предложена американским лингвистом Терренсом Кауфманом, его соавтор Лайл Кэмпбелл поддерживает гипотезу, хотя считает её ещё недостаточно доказанной. Против гипотезы выступает специалист по языкам кечуа Виллем Аделаар, который считает сходство языков результатом взаимных заимствований в результате долгого контакта.